# DCU Center
DCU Center Arena & Convention Center, kallas endast för DCU Center, tidigare Centrum in Worcester och Worcester's Centrum Centre, är en inomhusarena i den amerikanska staden Worcester i delstaten Massachusetts. Den har en publikkapacitet på mellan 12 239 och 14 300 åskådare beroende på arrangemang. Bygget av arenan inleddes den 10 december 1977 och invigningen skedde den 2 september 1982. Den används som hemmaarena för Worcester Railers (2017–) och tidigare av bland annat Worcester Sharks (1994–2005) och Worcester Icecats (2006–2015).